# Cornelio Fietta
Cornelio Fietta (Cura Carpignano, 30 maggio 1893 – 1º febbraio 1973) è stato un politico italiano.
Iscritto al Partito Socialista, di professione avvocato, il 25 giugno 1946 viene eletto come rappresentante alla Costituente. A seguito della scissione di Palazzo Barberini, aderisce al Partito Socialista dei Liberatori guidato da Giuseppe Saragat.